# Scărișoara (gmina w okręgu Aluta)
Scărișoara – gmina w Rumunii, w okręgu Aluta. Obejmuje miejscowości Plăviceni, Rudari i Scărișoara. W 2011 roku liczyła 3002 mieszkańców.